# Antoine Varillas
Antoine Varillas, francoski zgodovinar, * 1626, Guéret, † 9. junij 1696, Pariz.